# سيدني (إلينوي)
سيدني (بالإنجليزية: Sidney)‏ هي قرية ضمن مقاطعة شامبين في ولاية إلينوي بالولايات المتحدة. قُدر عدد سكانها في عام 2010 بـ1,233 نسمة.

## الموقع الجغرافي
الموقع الجغرافي للمناطق المحيطة بهذه النقطة هو كالتالي: